# سه تفنگدار (فیلم ۲۰۱۳)
سه تفنگدار (روسی: Три мушкетёра) فیلمی در ژانر ماجرایی است که در سال ۲۰۱۳ منتشر شد.